# Hernádszokoly
Hernádszokoly (szlovákul: Sokoľ) község Szlovákiában, a Kassai kerület Kassa-környéki járásában.

## Fekvése
Kassától 11 km-re északra, a Hernád jobb partján fekszik.

## Története
A falut 1270-ben „terra Zokola” néven említik először. Az 1332 és 1337 között felvett pápai tizedjegyzékben „Zakul” néven szerepel. Ekkor már létezett a falu plébániája, egykori temploma a ma Kostoľanynak nevezett falurészen állt. A falu a 13. századtól a 15. századig a szokolyi váruradalomhoz tartozott. 1429-től Kassa városának faluja volt. 1555-ben „Zakolya”, 1699-ben „Szakolya” néven említik. Lakói a 16. század közepén reformátusok lettek, de egy 1773-ban szerkesztett lexikon szerint ekkor már katolikus szlovákok.
Határában állnak Szokoly várának romjai. A várat „Szakalya” néven 1311-ben említik, amikor Aba Amadé és fiai örökbirtoka. 1317-től a Drugetheké, 1342-től királyi vár. 1429-ben, mielőtt uradalmát Kassának adta, a király leromboltatta, s azóta rom.
A 18. század végén Vályi András így ír róla: „SZOKOLYA. Tót falu Sáros Várm. földes Ura Kassa Városa, lakosai külömbfélék, fekszik Sz. Istvánhoz közel, és annak filiája; határja jól termő, legelője, fája van.”
Fényes Elek 1851-ben kiadott geográfiai szótárában így ír a faluról: „Szokoly, tót falu, Sáros vmegyében, a Hernád mellett, 453 kath. lak. Sok erdő és legelő. F. u. Kassa városa. Hajdani vára elpusztult. Ut. p. Böki.”
A trianoni diktátumig Sáros vármegye Lemesi járásához tartozott.

## Népessége
| Év:            | 1994. | 2004.    | 2014.    | 2024.    |
| -------------- | ----- | -------- | -------- | -------- |
| Emberek száma: | 637   | 873      | 1121     | 1335     |
| Eltérés:       |       | +37,04 % | +28,40 % | +19,09 % |

| Év:            | 2023. | 2024.   |
| -------------- | ----- | ------- |
| Emberek száma: | 1315  | 1335    |
| Eltérés:       |       | +1,52 % |

1900-ban 522 lakosából 488 szlovák és 9 magyar anyanyelvű volt.
1910-ben 479 lakosából 471 szlovák és 7 magyar anyanyelvű volt.
2001-ben 806 lakosából 769 fő szlovák és 1 magyar volt.
2011-ben 1025 lakosából 874 fő szlovák és 3 magyar volt.
2021-ben 1250 lakosából 9 (+6) magyar, 12 (+149) cigány, (+11) ruszin, 10 (+5) egyéb, 1200 (+3) szlovák és 19 ismeretlen nemzetiségű volt.

## Nevezetességei
- Szokoly várának (14. század) romjai.
- Jézus Szíve tiszteletére szentelt, római katolikus temploma.